# Maria Bravin
Maria Bravin (Trieste, 8 settembre 1907 – 5 febbraio 2004) è stata una velocista e nuotatrice italiana.

## Biografia
Maria Bravin ha iniziato la sua carriera sportiva con il nuoto, conquistando tre bronzi e oro ai mondiali universitari nel 1927 e tre ori e quattro bronzi ai campionati italiani di nuoto tra il 1928 e il 1930.
Nel 1929 conquistò la sua prima medaglia d'oro ai campionati italiani di atletica leggera, sulla distanza dei 400 metri piani, risultato che triplicò nel 1930, quando ottenne tre medaglie d'oro e una d'argento.
Nel 1931 fu campionessa italiana delle staffette 4×75 e 4×100 metri. Quello stesso anno partecipò alle cosiddette Olimpiadi della Grazia, dove conquistò la medaglia d'argento della staffetta 4×75 metri, il quarto posto nei 200 metri piani e nella staffetta svedese e le semifinali dei 100 metri piani e della staffetta 4×100 metri.
Nel 1932 conquistò altre due medaglie d'oro ai campionati italiani di atletica leggera nelle staffette 4×75 e 4×100 metri, alle quali si aggiunse un altro oro ai campionati italiani del 1933, sempre nella staffetta 4×100 metri, insieme a due argenti nei 100 metri piani e nel getto del peso.

## Atletica leggera

### Record nazionali
- 80 metri piani: 10"4 ( Udine, 14 aprile 1930)
- Staffetta 4×75 metri: 38"4 ( Firenze, 30 maggio 1931), con Lidia Bongiovanni, Tina Steiner e Giovanna Viarengo (squadra nazionale)
- Staffetta 4×100 metri: 
  - 53"2 ( Napoli, 19 giugno 1930), con Tina Steiner, Lidia Bongiovanni e Derna Polazzo (squadra nazionale)
  - 52"6 ( Praga, 7 settembre 1930), con Lidia Bongiovanni, Giovanna Viarengo e Tina Steiner (squadra nazionale)
  - 51"9 ( Krolewska Huta, 8 agosto 1931), con Giovanna Viarengo, Tina Steiner e Lidia Bongiovanni (squadra nazionale)

### Palmarès
| Anno | Manifestazione         | Sede    | Evento            | Risultato  | Prestazione | Note |
| ---- | ---------------------- | ------- | ----------------- | ---------- | ----------- | ---- |
| 1931 | Olimpiadi della Grazia | Firenze | 100 m             | Semifinale | n/d         |      |
| 1931 | Olimpiadi della Grazia | Firenze | 200 m             | 4ª         | 28"4        |      |
| 1931 | Olimpiadi della Grazia | Firenze | Staffetta 4×75 m  | Argento    | 39"2        |      |
| 1931 | Olimpiadi della Grazia | Firenze | Staffetta 4×100 m | Semifinale | n/d         |      |
| 1931 | Olimpiadi della Grazia | Firenze | Staffetta svedese | 4ª         | 57"0        |      |

### Campionati nazionali
- 1 volta campionessa italiana assoluta dei 200 metri piani (1930)
- 1 volta campionessa italiana assoluta dei 400 metri piani (1929)
- 4 volte campionessa italiana assoluta della staffetta 4×75 metri (1929, 1930, 1931, 1932)
- 4 volte campionessa italiana assoluta della staffetta 4×100 metri (1930, 1931, 1932, 1933)

1929
- Oro ai campionati italiani femminili assoluti, 400 metri piani - 1'17"2
- Oro ai campionati italiani assoluti, staffetta 4×75 m - 41"2/5

1930
- Argento ai campionati italiani femminili assoluti, 100 metri piani - n/d
- Oro ai campionati italiani femminili assoluti, 200 metri piani - 28"0
- Oro ai campionati italiani femminili assoluti, staffetta 4×75 metri - 40"2
- Oro ai campionati italiani femminili assoluti, staffetta 4×100 metri - 53"6

1931
- 4ª ai campionati italiani femminili assoluti, 100 metri piani - s/t
- Oro ai campionati italiani femminili assoluti, staffetta 4×75 metri - 40"4
- Oro ai campionati italiani femminili assoluti, staffetta 4×100 metri - 53"4
- Bronzo ai campionati italiani femminili assoluti, getto del peso - 8,86 m

1932
- Bronzo ai campionati italiani femminili assoluti, 100 metri piani - 14"8
- Oro ai campionati italiani femminili assoluti, staffetta 4×75 metri - 40"2
- Oro ai campionati italiani femminili assoluti, staffetta 4×100 metri - 54"4

1933
- Argento ai campionati italiani femminili assoluti, 100 metri piani - n/d
- Oro ai campionati italiani femminili assoluti, staffetta 4×100 metri - 55"0
- Argento ai campionati italiani femminili assoluti, getto del peso - 8,63 m

## Nuoto

### Palmarès

#### Competizioni internazionali
| Evento                | Anno | st. libero 200 m | st. libero 3×50 m |
| --------------------- | ---- | ---------------- | ----------------- |
| Mondiali universitari | 1927 | 3                | 1                 |

#### Medaglie ai campionati italiani
| Anno | st. libero 50 m | st. libero 100 m | st. libero 400 m | dorso 100 m | rana 50 m | st. libero 100 m |
| ---- | --------------- | ---------------- | ---------------- | ----------- | --------- | ---------------- |
| 1928 | 1               | 3                | –                | 3           | 1         | –                |
| 1929 | 5               | 4                | –                | –           | –         | 1                |
| 1930 | 3               | 3                | rit.             | –           | –         | –                |